# Rebelión de Olañeta
La Rebelión de Olañeta, conocida también como la Guerra Doméstica, fue una sublevación ocurrida el 22 de enero de 1824, liderada por el jefe militar del Alto Perú, Pedro Antonio de Olañeta, en contra de la autoridad del virrey del Perú, José de la Serna, que involucró a todo el Ejército Real del Perú, el cual, dividido en el Alto Perú, resultó diezmado.
Las razones alegadas por Olañeta en su proclama del 4 de febrero de 1824 a los pueblos del Perú se centraron en su posición como partidario del régimen absolutista restaurado, una postura que no había manifestado previamente. No obstante, la denominada “Guerra doméstica” de 1824, que debilitó al ejército realista, no puede definirse como un enfrentamiento bélico entre generales con ideales absolutistas y constitucionales, sino como una coyuntura derivada de la propia restauración, utilizada por Olañeta para desvincularse de la autoridad política del Virrey del Perú. 

## Antecedentes
Las primeras noticias de la restauración absolutista en España llegaron a Lima a primeros de febrero de 1824, durante la recuperación de las fortalezas del Callao, de la mano de los periódicos patriotas descontentos con el curso de la guerra. El bando oficial del virrey la Serna con la restauración absolutista en el virreinato peruano se publicó en Lima el 3 de abril de 1824.
Para Olañeta, su posición como partidario del antiguo régimen absolutista de Fernando VII y enemigo declarado de la revolución liberal en España, sumada a su distanciamiento de la cúpula militar del ejército español en el Perú debido a ser acusado de enriquecimiento ilícito, y a la influencia desleal de algunos consejeros afines a la independencia, como su sobrino Casimiro Olañeta, lo llevó a un enfrentamiento fatal con el virrey del Perú, José de la Serna. Al sublevarse, Olañeta se proclamó defensor del trono español, desobedeciendo al gobierno del Virreinato del Perú al que acusó de ilegítimo. Como consecuencia, Simón Bolívar, en contacto por cartas con Olañeta, aprovechó el desmantelamiento del aparato defensivo realista para mover su ejército “todo el mes de mayo contra Jauja” y enfrentarse en el Perú a un solitario José de Canterac, quien quedó aislado con su división, y tuvo que dar batalla en Junín el 6 de agosto de 1824.
La rebelión de Olañeta influyó notablemente en el ánimo y la moral de los bandos enfrentados:

¡Peruanos! La campaña que debe completar vuestra libertad ha empezado bajo los auspicios más favorables. El ejército del general Canterac ha recibido en Junín un golpe mortal, habiendo perdido, por consecuencia de este suceso, un tercio de sus fuerzas y toda su moral. Los españoles huyen despavoridos abandonando las más fértiles provincias, mientras el general Olañeta ocupa el Alto Perú con un ejército verdaderamente patriota y protector de la libertad.
Simón Bolívar, 13 de agosto de 1824.

¡Viva la religión, el rey y la nación.!- Peruanos: el infame Olañeta infatuado con las condecoraciones que obtuvo, y a las que nunca pudo considerarse digno, acaba de cometer la traición más horrible: el no obedece a la suprema autoridad del Perú, no pertenece ya ni quiere pertenecer a la heróica nación española, quiere unirse con los insurgentes de las provincias del Río de la Plata y sumergir estos pueblos en el caos de males en que aquellos se miran.
Baldomero Espartero 1824.

Entonces contaba la España con un ejército de veinte mil hombres, de los que desaparecieron en las batallas de Salo, Cotagaitilla, y la Lava más de diez mil, y lo que quedó anarquizado y sin moral fue batido en Junin y Ayacucho, terminando en Tumusla, por la misma causa, la dominacion española.
Casimiro Olañeta 1854.

Las fuerzas que guarnecían el Alto Perú eran los 4000 soldados acantonados en Potosí al mando del mismo Olañeta y 1000 en Santa Cruz dirigidos por su subordinado, el comandante Francisco Javier Aguilera.

## La rebelión
En enero de 1823, Olañeta recibió dos cartas provenientes de España a través de Montevideo, ambas enviadas por miembros del  Consejo de Regencia instalado en Urgel y fechadas en agosto de 1822. En una de estas cartas, se instaba a Olañeta a proclamarse defensor de la monarquía absoluta, prometiéndole el cargo de virrey del Río de la Plata y asegurándole que la Santa Alianza invadiría España con tropas francesas. En la otra carta, se le informaba sobre el traslado del Consejo de Regencia a territorio francés debido al avance del general Francisco Javier Mina. Olañeta abrazó con entusiasmo la causa absolutista. Posteriormente, recibió la noticia de que el duque de Angulema había invadido España en abril de 1823. El 22 de enero de 1824, Olañeta recibió en Potosí una gaceta española que informaba que el rey había sido liberado por el duque de Angulema el 1 de octubre de 1823, anulando todo lo realizado por el Trienio Liberal y restableciendo la situación al estado en que se encontraba antes del Pronunciamiento de Riego. Absolutistas del Cusco habían convencido a Olañeta de que el virrey de la Serna pensaba establecer un estado independiente en el Perú, para acoger a los liberales escapados de España. 
El mismo día 22 de enero de 1824, inició la rebelión en contra del virrey del Perú que comenzó intimando al gobernador intendente de Potosí, José Santos La Hera, para que la guarnición de 300 hombres a su mando quedaran a órdenes directas suyas. Esto lo hacía argumentando que él era el jefe de las provincias del Río de la Plata hasta el río Desaguadero y que no reconocía otra autoridad que la del rey absoluto. La Hera resistió refugiándose con sus fuerzas en la Casa de Moneda de Potosí, pero luego evitó el enfrentamiento entregando las tropas a Olañeta y partiendo hacia el Perú con los oficiales.
Luego Olañeta se dirigió a Chuquisaca para intimar al presidente de la Real Audiencia de Charcas, Rafael Maroto, este abandonó la guarnición y la ciudad dirigiéndose a Oruro, por lo que Olañeta entró en Chuquisaca el 8 de febrero.
Jerónimo Valdés, quien partió de Arequipa, fue enviado por el virrey hacia Potosí y le propuso un arreglo pacífico mediante la llamada entrevista de Tarapaya, ocurrida en la población homónima (afueras de Potosí) el 9 de marzo de 1824. Olañeta mostró las comunicaciones que había recibido de España y exigió la restauración del absolutismo y la separación de los gobernadores La Hera y Maroto. Valdés accedió a las exigencias de Olañeta y se convino que el brigadier Francisco Javier Aguilera (o el coronel Guillermo Marquiegui si aquel no podía) quedara como presidente de Charcas. En Potosí Olañeta podría elegir un gobernador y todo el Alto Perú quedaría bajo su mando con la obligación de enviar mensualmente dinero al Cusco y asistir con tropas si los revolucionarios desembarcaban en las costas de adyacentes del océano Pacífico entre Iquique y Arequipa.

Artículo 1.º: Que el general don Pedro Antonio de Olañeta reconoce y obedece en lo militar y politico al Excmo. señor virey D. José de La Serna, como lo ha hecho siempre, sin que haya la menor variacion del estado en que ha estado siempre, como asimismo al señor general en jefe del ejército del Sur mariscal decampo D. Gerónimo Valdés.

Artículo 7.º: La expresada division de vanguardia se compondrá de los batallones de la Union, Cazadores antes Chichas, Dragones-Americanos, debiendo aumentarse hasta la fuerza de cuatro escuadrones, del de Cazadores-Montados antes de Tarija, el cual se podrá aumentar á la fuerza de dos, si es posible, del de dragones de Santa Victoria y del de la Laguna, siempre que no sea necesario en aquella provincia y seis piezas de artilleria con sus respectivos artilleros.

El objeto del convenio había sido ganar tiempo en espera de los acontecimientos que se esperaban en Lima, en donde José Canterac negociaba secretamente con el gobierno republicano. Valdés, con la excusa de enviar tropas contra la Republiqueta de Ayopaya que comandaba José Miguel Lanza, no desocupó las intendencias de Cochabamba y de La Paz como había convenido en Tarapaya.
La sublevación del Callao ocurrida el 5 de febrero de 1824, permitió la reocupación realista de Lima e hizo pensar al virrey que la revolución estaba muy disminuida en el Perú, por eso tomó la decisión de suprimir la rebelión de Olañeta. El virrey hizo marchar hacia Oruro a los batallones de Gerona, los escuadrones de la Guardia y otros cuerpos, poniéndolos al mando de Valdés.  Olañeta y Valdés firmaron el acuerdo de Tarapaya, el 9 de marzo de 1824, por el que el Alto Perú quedaba al mando de Olañeta.
El virrey la Serna, antes incluso de saber del convenio, ya había hecho la abolición del régimen constitucional el 11 de marzo de 1824. Pero Olañeta negó autoridad alguna a de la Serna, y Valdés quien quedó situado en Cochabamba, recibió la orden del 4 de junio de 1824 para usar la fuerza, lo que dio comienzo a la campaña militar contra la rebelión de Olañeta.
Olañeta no había permanecido estático después de la entrevista de Tarapaya, pues había enviado a su sobrino Casimiro a Montevideo en busca de fusiles y se dirigió a Chuquisaca en donde alistó un nuevo cuerpo de 1000 soldados y liberó a revolucionarios (muchos de ellos rioplatenses) que se le unieron.
La totalidad del ejército realista del Alto Perú, más de 5000 hombres, se repartían con Olañeta que se hallaba en Potosí, con el coronel Marquiegui y su segundo el comandante José María Valdez (conocido como el Barbarucho) en Chuquisaca, y con el brigadier Aguilera en Cochabamba. En Oruro Jerónimo Valdés reunió al cuerpo sur del ejército real del Perú que incluía los dos batallones del regimiento Gerona, el 2.º del Imperial, el 1.º del primer regimiento del Cuzco. Su caballería con tres escuadrones de granaderos de la Guardia, y el escuadrón de granaderos de Cochabamba y dos piezas de montaña. Le acompañaban los oficiales Carratalá, Valentín Ferraz, Cayetano Ameller, La Hera y Rafael Maroto. Con un grupo, Valdés se dirigió a Chuquisaca, y con otro Carratalá a Potosí.

## Rompimiento del convenio
El 19 de junio llegó a Potosí el coronel Diego Pacheco enviado por Valdez para intimar a Olañeta a que opte entre presentarse ante el virrey para ser sometido a un consejo de guerra o se dirigiera a España para postrarse ante el trono, en caso contrario sería atacado por las fuerzas que ya estaban en marcha. Le comunicaba también que quedaba anulado el convenio de Tarapaya.
El 20 de junio Olañeta hizo conocer en Potosí un manifiesto redactado por su sobrino Casimiro:

Apurado ya el sufrimiento, y el sistema paciente que me propuse en la crisis del Estado, faltaria á mi deber si guardase por más tiempo un silencio que pudiese arriesgar mi opinion. Voy á hablaros con aquella franqueza, que asegura el noble procedimiento contra las insidias de la calumnia y de la intriga. La obligacion de defender y conservar puros los derechos del rey, me estrecha grandemente á tomar disposiciones tan repugnantes para mi, como forzadas por las imperiosas circunstancias. Mientras ha existido una sombra de esperanza de que los constitucionales del Perú, guardando religiosamente el convenio eelebrado en Tarapaya reconociesen sus yerros, y no excediesen los limites de sus facultades, me ha detenido el deseo de evitar una guerra desoladora, y las nuevas devastaciones que amagaban. Encabezado del Manifiesto del general Olañeta a los habitantes del Perú

## Desarrollo de la campaña
Ambas facciones chocaron con el grito de 'Viva el Rey". La guerra fratricida 
había alcanzado su climax...
 Historiador Charles W. Arnade

El 28 de junio Olañeta salió de Potosí para situarse en Tarija, mientras Jerónimo Valdés entró con 5000 hombres en Chuquisaca el 8 de julio, ciudad que había sido desocupada unos días antes por Barbarucho Valdez. Dejó de presidente de Charcas al coronel Antonio Vigil y envió de gobernador de Potosí al general José Carratalá con 200 infantes.
El 12 de julio de 1824, se dio la batalla de Tarabuquillo (Tomina-Chuquisaca), el comandante Barbarucho (barba roja, apodo que él mismo se daba) con el primer batallón de la Unión rechazó la carga de 800 caballos de Valdés, cuyo ejército se componía de 4000 hombres. Barbarucho perdió 80 (presentó 350) hombres y sus enemigos unos 500.
El 13 de julio se pasó a las fuerzas de Jerónimo Valdés el comandante de la villa de La Laguna, hoy llamada Padilla (Tomina-Chuquisaca), Ignacio Rivas, con el 2.º escuadrón de Dragones de la Frontera. Ese día los comandantes Pedro Arraya, Juan Ortuño y Felipe Marquiegui con 70 dragones de Santa Victoria salieron del pueblo de Puna y al día siguiente entraron por sorpresa en Potosí y se llevaron prisionero al gobernador Carratalá. La guarnición escapó hacia Oruro y el día 18 Barbarucho entró en la ciudad desprotegida.
Valdés continuó en dirección a Tarija vía Pomabamba (actual provincia de Azurduy, departamento de Chuquisaca), el 26 de julio llegó al pueblo de San Lorenzo, (actual departamento de Tarija), en donde el comandante Bernabé Vaca entregó la guarnición y a Carratalá, que allí se hallaba prisionero. Luego entró en Tarija. Valdés dejaba en sus posiciones a los comandantes que desertaban, entre ellos a Vaca, quien salió en persecución del parque retirado días antes de San Lorenzo por orden de Olañeta, tomando 6 piezas de artillería y 300 fusiles al darle alcance.
El 3 de agosto Olañeta logró engañar a Valdés en Livilivi, desapareciendo en la oscuridad con sus fuerzas, mientras Valdés avanzó hacia Santa Victoria (en la actual Argentina). Olañeta dispersó sus fuerzas en Tojo enviando a Barbarucho hacia en Suipacha con el Unión, al teniente coronel Carlos Medinaceli a Santiago de Cotagaita con el Cazadores y el Chichas, y al coronel Francisco de Ostria con el regimiento de Dragones americanos a Cinti (hoy Camargo), mientras Olañeta con dos escuadrones de Tarija avanzó hacia la misma Tarija, entrando en la villa el 5 de agosto, tomando prisionero al comandante Diego Roldán y recuperando el escuadrón de 60 soldados desertado en San Lorenzo y dejados allí días antes por Valdés. Ese día Valdés llegó a Santa Victoria, en donde tomó prisioneros al coronel Marquiegui (cuñado de Olañeta) y las 31 personas enviadas allí por Olañeta desde Livilivi, las que Valdés había perseguido pensando que eran las tropas del propio Olañeta.
El mismo 5 de agosto el coronel Francisco López, enviado por Aguilera desde Vallegrande, copó la villa de La Laguna, tomando prisionero a Rivas y recuperando el escuadrón que mandaba.
En la noche del 5 de agosto en Salo (Sud Chichas-Potosí), Barbarucho con 250 hombres del batallón Unión sorprendió a Carratalá (quien dormía con 700 hombres del Gerona) y lo tomó prisionero junto con 22 soldados y otros 8 oficiales. Capturando además 2 cañones, 236 caballos y mulas, fusiles y otros pertrechos.
El día 8 el comandante Juan Ortuño apresó 24 soldados que arreaban 120 vacas en Ramadas. El día 10 en Cornaca el capitán Francisco Zeballos capturó 60 soldados, además del capitán Simón Pax, el ayudante José Lucerna y el subteniente Manuel Lordiera. El día 11 el comandante Francisco Aluñox (destacado por Aguilera) atacó el cuartel de Totora con 60 cazadores y 30 Dragones, tomando prisioneros a los capitanes Auñon y Guerra, junto con 40 hombres y 50 caballos.
Como Valdés regresaba de Santa Victoria con el ejército por el camino de Tupiza, Olañeta reagrupó sus divisiones en Cotagaita para hostilizarlo en su retirada. El día 13 se produjo el combate de Cazón, logrando Barbarucho tomar 64 prisioneros de la Guardia, 28 infantes y dos oficiales. Rescató además a todos los prisioneros tomados en Santa Victoria, entre ellos a Marquiegui. El general La Hera fue herido cerca del poblado de Cazón mandando a 25 granaderos de la Guardia y dos compañías de Cazadores de Gerona y del Imperial.
En los días 14 y 17 de agosto de 1824, se dieron los combates de Cotagaitilla y La Lava (en la actual provincia de Linares-departamento de Potosí). Valdés había emprendió un penoso viaje de 400 leguas en treinta y tantos días siendo alcanzado por Barbarucho con 360 hombres cerca del poblado de La Lava, en ese combate murió el jefe del Gerona Cayetano Ameller, pero Valdés consiguió una victoria decisiva. Al amanecer del 17 de agosto Barbarucho fue hecho prisionero con todo su batallón y Jerónimo Valdés avanzó nuevamente hacia Chuquisaca.

## Fin de la campaña
Valdés recibió la noticia de la Batalla de Junín y la orden del virrey de dirigirse al Cusco abandonando a Olañeta el Alto Perú. Para cumplimentar ello, envió al comandante Vicente Miranda a proponerle a Olañeta el fin del conflicto, utilizando la frase «¡basta de sangre!».
Valdés le ofreció a Olañeta que quedase al mando del Alto Perú hasta el Desaguadero, que ambas partes liberasen a los oficiales prisioneros y que apostara 2000 infantes y 500 soldados de caballería en Cochabamba o La Paz para ponerlos a disposición del virrey, pues Simón Bolívar desde Huaraz avanzaba sobre Lima. Accedió Olañeta a las propuestas y dejó en libertad a los oficiales prisioneros, pero Valdés llevó consigo al Perú a sus prisioneros, por lo que Barbarucho y Zeballos debieron fugarse para regresar junto a Olañeta.
El 28 de agosto Valdés evacuó Chuquisaca, el día 30, Potosí, y en la primera semana de septiembre, Cochabamba y La Paz, mandando Olañeta a ocupar sucesivamente esas ciudades. El 6 de octubre de 1824, en una rápida marcha, llegó al Cusco la división del General Valdés, compuesta de los batallones primero y segundo del Gerona, segundo del Imperial Alejandro, primero del Primer Regimiento, segundo de Fernando VII, regimiento de caballería Granaderos de la Guardia con cuatro escuadrones y el escuadrón de Dragones del Rey, cuerpos cuyas bajas en campaña fueron cubiertas y sus plazas aumentadas con las guarniciones de Oruro, Cochabamba y La Paz, siguiendo las instrucciones del virrey de acudir "con toda la fuerza que se le sea posible".
En Oruro, Olañeta a fines de septiembre de 1824 recibió comunicación de Bolívar, que con fecha 21 de mayo había enviado por dos vías desde Huaraz, en ella Bolívar lo elogiaba por sus acciones en contra del virrey, ciertamente le había facilitado el trabajo debilitando al ejército realista, pero también sus propias fuerzas sufrieron perdidas, había sido reducidas a un total de apenas 4000 hombres.
Durante el mes de octubre Olañeta ocupó Cochabamba con 2000 soldados (incluidos los 600 del 1.º Batallón del Regimiento Fernando VII de Aguilera). Ese mes el líder de la Republiqueta de Ayopaya, general José Miguel Lanza, reconoció la autoridad de Olañeta sobre el Alto Perú, poniéndose a sus órdenes y comisionando para ello a su segundo, el coronel Calorio Velasco. Las negociaciones habían sido realizadas por Casimiro Olañeta, quien viajó al valle de Ayopaya a su regreso de Montevideo para ese efecto.
El 26 de diciembre llegó a Cochabamba la noticia de la batalla de Ayacucho, conducida por un oficial enviado por Pío Tristán. Este había desconocido la capitulación y asumido el cargo de virrey, por lo que solicitaba a Olañeta su cooperación. Tristán le solicitaba que envíe una columna de infantería y caballería hacia Puno, en donde se hallaban los prisioneros del Callao y se temía una sublevación. Olañeta se puso a las órdenes de Tristán y el 28 de diciembre destacó un batallón y dos escuadrones hacia Puno, al mando de Barbarucho. Saliendo él hacia La Paz el día 31. A principios de enero de 1825 Barbarucho Valdez ocupó Puno, evitando que el comandante Francisco Anglada avanzara sobre La Paz, este se había pasado a los revolucionarios con la guarnición de la ciudad, liberando a los prisioneros del Callao.
Tristán y los principales jefes realistas del Perú, se acogieron a la Capitulación de Ayacucho y abandonaron la guerra. Antonio José de Sucre, mediante el coronel Antonio Elizalde, le reclamó a Olañeta por la ocupación de Puno y este dio órdenes de desocuparla. Llevada también Elizalde la propuesta a Olañeta de que si se pasaba al bando revolucionario, quedaría al mando del Alto Perú. Se le ofrecía también que continuara la ocupación de Tarapacá, a cambio de desocupar Apolobamba, comandada por Abeleira. No aceptó Olañeta la propuesta y se acordó firmar un armisticio, que firmó por cuatro meses el 12 de enero el intendente de La Paz, coronel José de Mendizabal e Imaz. Sucre no ratificó el armisticio al recibir la orden de Bolívar de cruzar el río Desaguadero.
Con el avance de Sucre en el año 1825 las ciudades del Alto Perú, entre ellas La Paz, cayeron una tras otra sin resistencia, lo mismo ocurrió con Potosí el 29 de marzo. Cuatro días más tarde, en un intento desesperado por resistir, Olañeta murió en la batalla del Tumusla, según algunas versiones asesinado por uno de sus soldados, otras versiones dicen que durante el combate se despeñó con su caballo.
Tras la desaparición del Trienio liberal y durante la Restauración absolutista en España, el rey Fernando VII nombró a Olañeta virrey del Río de la Plata, sin saber que este ya había fallecido.

## Consecuencias
En 1823 la situación de los independentistas peruanos era muy grave, motivo por el cual se solicitó finalmente la ayuda de Bolívar para terminar la obra inconclusa de San Martín, «destruir el poder militar español en el Perú y finalizar el proceso de independencia en el Continente». Este debió afrontar conflictos políticos con Riva Agüero y Torre Tagle, más propensos a pactar con La Serna a sus espaldas, e indisciplina militar como el motín del Callao, desencadenante de la pérdida temporal de Lima. Fue la rebelión de Olañeta, el consecuente enfrentamiento interno entre los monárquicos y el desprendimiento de la división de Valdés del ejército real principal lo que les permitió reorganizarse y recuperar la iniciativa, dando por ganada la guerra tras la batalla de Ayacucho y la posterior capitulación.En el bando de los libertarios se produjo la defección de Riva Agüero y de Torre Tagle, lo que habría animado a mantener resistencia a De la Serna. Frente a frente, si se quiere Bolívar y De la Serna, al margen de sus grietas se impuso el genio del llanero.
El ejército de Olañeta aún contaba con 2400 hombres leales al rey, sabedor que Antonio de Quintanilla en la lejana isla de Chiloé se negaba a capitular escribió una carta ofreciéndole su ejército, pero fue interceptada y toda alianza potencial fue cortada de raíz.
Finalmente sería el Gran Mariscal Sucre el encargado de acabar con Olañeta y dar un término definitivo a quince años de guerra incesante. El general absolutista estaba atrincherado detrás del Desaguadero, frontera tradicional entre el Alto y el Bajo Perú, y tenía 5000 plazas guarneciendo el territorio entre La Paz y Tupiza, manteniendo también el paso hacia Tarapacá, litoral bajo su control desde donde espera refuerzos de España y la Santa Alianza. Sucre, considerando la resistencia de su enemigo una inútil pérdida de vidas, mando mensajeros ofreciéndole a él y sus oficiales «integrarse al ejército libertador». En los mensajes Bolívar y Sucre decían que como las fuerzas de Olañeta habían contribuido en la derrota de La Serna debían ser consideradas «como hermanas y libertadoras del Perú». La negativa del absolutista de aceptar la paz terminó llevando a Sucre a lanzar su ofensiva final, apoyado por el guerrillero José Miguel Lanza.